# Bellardia agilis
Bellardia agilis är en tvåvingeart som först beskrevs av Johann Wilhelm Meigen 1826.  Bellardia agilis ingår i släktet Bellardia och familjen spyflugor. Inga underarter finns listade i Catalogue of Life.